# Спиридонова, Наталия Александровна
Спиридонова, Наталия Александровна (родилась в Киеве, 13 октября 1958) - советский и российский теледокументалист, сценарист, продюсер документального кино, член Академии Российского телевидения с 2010 года. Шеф-редактор программ Первого канала и канала «Культура» Российского телевидения «Чёрные дыры. Белые пятна» (ведущий Лев Николаев), «Конструкторы грёз», телекомпания «Цивилизация», основатель и генеральный продюсер телекомпании «Плеяда», трижды лауреат телевизионной премии «Тэфи» (2000, 2007, 2008), множества российских и международных фестивалей.

## Биография

### Ранние годы
Родилась в Киеве 13 октября 1958 года в семье винодела Александра Михайловича Спиридонова (имя при рождении Олег Михайлович Чудовский, 30.07.1919 — 13.11.1998), который развивал и возглавлял Бельцкий винно-коньячный комбинат (ныне Barza Albă) в Молдавии. Мать Наталии — Тамара Ивановна Федырко (07.07.1929 — 19.02.2013) была экономистом.
До пяти лет Наталия воспитывалась в Киеве в семье дедушки, майора запаса и старого большевика Ивана Александровича Федырко и его супруги Веры Никифоровны. Семья жила в старом частном двухэтажном деревянном девятиквартирном доме с печным отоплением на улице Глебова, квартплату платили его хозяйке. Память деда Спиридонова очень чтит, считая, что, если бы все коммунисты были такими же кристально честными, как И. А. Федырко, построенный тяжелейшим трудом, ценой многочисленных жертв Новый мир не рухнул бы в одночасье… Однажды сосед по киевскому двору художник Андрей Гета предложил И. А. Федырко написать его портрет — в поношенном военном тулупе, армейской ушанке, с поленницей дров, которые приходилось заготавливать, чтобы топить печь: «Что же Вы, Иван Александрович, так много сделали для Советской власти, а ничего от неё не имеете?.. Пусть посмотрят люди, как живёт старый большевик…» Иван Александрович отказался.
Киевский дом находился в одном дворе с шестиэтажкой ЦК ЛКСМ Украины, заселённой творческой элитой: художниками, музыкантами, журналистами, в числе которых непродолжительное время проживал киноактёр Владимир Конкин.
После переезда в Бельцы Наталия закончила там среднюю школу № 7 и получила «четвёрку» за поведение из-за строптивого характера.
В 1977 году поступила на факультет журналистики МГУ, прошла отбор на телевизионное отделение и оказалась в одном потоке с такими в будущем известными профессионалами, как Владислав Листьев, Александр Каверзнев, Ирина Петровская, Виталий Тишкин, Светлана Резвушкина, Ирина Волкова, Виктор Голювинов. Последнему она помогла сделать первые шаги карьеры оператора и режиссёра, одолжив ему все отложенные родителями «на всякий случай» деньги. Любимым преподавателем Наталии был Э. Г. Бабаев, подаривший ей после очередного экзамена свою книгу с автографом «В память об университетских беседах».
Дипломная работа — фильм «Взгляд на Юрия Роста», оператор — Александр Станюкович, монтажёр — Галина Роженцова, научный руководитель — Сергей Александрович Муратов, был в 1983 году показан по грузинскому телевидению по личному распоряжению председателя Комитета радио и телевидения Грузинской ССР Н. А. Попхадзе.

### Начало карьеры
В 1983 году Спиридонова была направлена по распределению на Кемеровскую студию телевидения, в молодёжную редакцию.
Автор и ведущая программы «Молодёжная орбита», программы «О любви» (режиссёр Галина Бибик). Автор документального фильма «Спасатели» — об отряде горноспасателей из Киселёвска, программы о Новокузнецком детском доме. На программе «Молодёжная орбита» Спиридонова работала вместе с Татьяной Худобиной, будущей ведущей программы «Вести» Российского телевидения.
Сняла первую на Кемеровском телевидении научно-популярную программу, в которой физик из Кемеровского госуниверситета рассказал о компьютерах. Программу отметили на летучке, после чего университетская подруга Наталии Маргарита Ломова, в то время работавшая в Москве на Шаболовке, где располагалась редакция научно-популярных программ Гостелерадио, предложила ей попробовать свои силы как нештатному автору Центрального телевидения.
C 1984 года начала сотрудничать с Главной редакцией научно-популярных передач Центрального телевидения, программой «Знай и умей», посвящённой детскому научно-техническому творчеству. Редактором программы была Марина Сергеевна Савченко, внучка знаменитого адвоката Фёдора Плевако, а ведущим — лётчик-космонавт Вячеслав Зудов. Вместе с режиссёром Александром Глобиным сделала несколько выпусков программы «Знай и умей» о юных изобретателях Кузбасса.

### Очевидное — невероятное
В 1985 году Наталия стала членом Союза журналистов СССР.
С сентября 1985 года Спиридонова продолжила делать «Знай и умей» уже в Москве, как нештатный автор, пока проект не был закрыт.
С апреля по сентябрь 1988 года работала корреспондентом литературной группы при отделе писем газеты «Советская Россия».
С 1989 года — редактор программы "Под знаком «Пи» "(художественный руководитель и ведущий — классик научно-популярного телевидения Лев Николаевич Николаев). Сделала в качестве автора и редактора по нескольку выпусков программы «Вокзал мечты» и «Очевидное — невероятное». «В программу „Очевидное-невероятное“ я пришла на её излёте, а затем 22 года проработала со Львом Николаевичем Николаевым», — рассказывала Н. А. Спиридонова.
В период с 1993 по 1997 гг. был создан ряд выпусков программы «Избранное», в которой Н. Спиридонова вела авторскую рубрику «Вполголоса». Программа выходила в эфир на Первом канале и канале «Культура».

### Признание и самостоятельные проекты
В 2000 году Спиридонова впервые была удостоена телевизионной премии ТЭФИ за фильм «Федерико Гарсиа Лорка. Загадка любви и смерти». При содействии советника по культуре Посольства Испании в Москве Хуана Хосе Эррера де ла Муэла для этого документального фильма удалось снять все места, связанные с Лоркой в Испании, и даже поговорить с родной младшей сестрой поэта, которая до этого отказывалась давать интервью вообще кому-либо. При подготовке этого фильма переводчиком телевизионной группы была назначена однокурсница Н.Спиридоновой Долорес Руис Ибаррури Сергеева, внучка Долорес Ибаррури по испанской линии и соратника Сталина — товарища Артёма — по русской.
С 1999 по 2003 гг. Наталия Александровна — редактор программы «Сенсация! Сенсация? Сенсация…», канал «Культура».
С 2003 по 2015 гг. — шеф-редактор программы «Чёрные дыры. Белые пятна» (лауреат ТЭФИ — 2008), канал «Культура».
С 1 марта по 1 апреля 2008 года проходила стажировку в Медиакорпорации BBC (БиБиСи) в Лондоне как лауреат премии ТЭФИ по гранту Благотворительного фонда В. Потанина.
В 2012 году создала собственную телекомпанию «Плеяда» и стала её генеральным продюсером.
Фильмы Н. А. Спиридоновой и телекомпании «Плеяда» базируются на исследованиях учёных, изысканиях архивов и библиотек, с которыми документалистов связывают долговременные творческие отношения. Из этого сотрудничества рождаются идеи новых фильмов.
Многие фильмы и сюжеты телекомпания делает в сотрудничестве с Российским историческим обществом. Наталия Спиридонова участвует в представлении фильмов на региональных площадках и популяризации исторического документального кино.

## География работ
Наталия Спиридонова проводила съёмки своих документальных фильмов во многих регионах России, а также за рубежом: в Чехии, Испании, Германии, Италии, Австрии, Франции, Швейцарии, Португалии, Болгарии, Польше, Великобритании, Ирландии, США, Китае, Японии, Белоруссии, Украине, Грузии, Армении. По предложению советника по культуре Посольства Чехии в Москве Власты Смолаковой работала над разработкой тем первого президента Чехословакии Томаша Гаррига Масарика, композитора Леоша Яначека, художника Альфонса Мухи, философа Яна Амоса Коменского. Педагогический музей Праги в 1998 году наградил Н. Спиридонову Медалью Коменского.

## Общественная деятельность
В начале 1990-х годов в программе "Под знаком «Пи» вышел сюжет «Почему в Новогоднюю ночь надо задумывать желания, почему они сбываются». В магазине «Детский мир» на станции метро «Алексеевская» в Москве администратор передала съёмочной группе большую картонную коробку с письмами детей из разных городов России, в большинстве из которых содержалась одна просьба — прислать в подарок куклу «Барби», которая в то время стоила безумных денег. Найти спонсора на детские подарки оказалось задачей очень сложной, но решаемой. На все письма кукол не хватило, но в эфире Первого канала в программе "Под знаком «Пи» эти письма поместили в крутящийся барабан и вытаскивали наугад, как разыгрывают лотерею. Так желание 30 детей «из коробки» исполнилось!
Будучи шеф-редактором программы «Чёрные дыры. Белые пятна», Н. Спиридонова по окончании каждого телевизионного сезона вручала членам творческого коллектива по серебряной монете Банка России. Подбирали подходящие по тематике монеты: юбилеи учёных, деятелей искусств и т. п. У создателей «Чёрных дыр…» за двенадцать лет работы с шеф-редактором Спиридоновой скопился, как они шутили, солидный капитал.
Помогая австрийке Элеоноре Дюпуи найти её русского отца, Наталия Спиридонова и её коллеги из телекомпании «Плеяда», организовали специальный поисковый отряд из числа студентов-историков г. Твери, где предположительно родился этот солдат Красной Армии. Съёмки фильма об Элеоноре и её поисках начались в апреле 2013 года, поисковая работа проходила в Твери и области, имелась договорённость с Медико-генетическим центром РАН о проведении возможных генетических экспертиз представителей семей фронтовиков, закончивших войну в Австрии.

## Награды
Телевизионная премия «Тэфи» (2000, 2007, 2008).
Приз фестиваля «Славянская сказка» (Болгария, София) за серию документальных фильмов цикла «Настоящее Прошедшее»
Первое место в номинации «Открытие» (о современниках, совершивших крупные открытия/достижения в науке, спорте, культуре) за фильм «Високосный Месяц. Академик Геннадий Андреевич Месяц» на X Всероссийском фестивале социально значимых телепрограмм и телефильмов «Герой нашего времени».
Золотая медаль Кинофорума «Патриот России» за «Самое главное в жизни. Блокада Ленинграда» из цикла «НАСТОЯЩЕЕ-ПРОШЕДШЕЕ (поиски и находки)», Архангельск, 2020 год. ТК «Плеяда», автор сценария Наталия Спиридонова, режиссёр Игорь Холодков.
«Софья Федорченко, сестра милосердия, или Как отомстил Демьян» из цикла «НАСТОЯЩЕЕ-ПРОШЕДШЕЕ (поиски и находки)», Гран-при Международного кинофестиваля «Русское зарубежье», Москва, 2021 год, и Серебряный лауреат Архивного кинофестиваля «Русский хронограф», Москва, 2021 год. ТК «Плеяда», автор сценария Наталия Спиридонова, режиссёр Игорь Холодков.

## Фильмография

### Под знаком «Пи» (автор сценария)
- «Во власти сна» — сюжет из программы, 30 минут. Режиссёр Александр Глобин, ведущий Лев Николаев.
- «Здравствуй, дорогой Я! (ностальгия)», 22 минуты. Режиссёр Александр Глобин.
- «Здравствуй, дорогой Я! (чувство юмора)», 29 минут. Режиссёр Игорь Бережков.
- «Здравствуй, дорогой Я! (честь)», 1 час. Режиссёр Игорь Бережков.
- «А век так короток. Лермонтов», 21 минута. Режиссёр Игорь Бережков.
- «Печатался ли Христос? Осип Мандельштам», 14 минут. Режиссёр Татьяна Малова.
- «Из рук в руки. Музей Тропинина», 18 минут. Режиссёр Татьяна Малова.
- «Дуэль. Черубина де Габриак», 22 минуты. Режиссёр Татьяна Малова.
- «Вечная жизнь Шаха. Александр Грибоедов». Режиссёр Татьяна Малова.
- «Маринина любовь. Марине Ивановне Цветаевой с любовью», 30 минут. Режиссёр Татьяна Малова.
- «Не то весёлый Дант, не то печальный Чаплин. Юрий Олеша», 23 минуты (совместно с Ириной Озёрной). Режиссёр Татьяна Малова.
- «Имя галактики Млечный путь, Ли Цин-чжао, Марина Цветаева», 10 минут. Режиссёр Татьяна Малова.
- «Из категории вечных тайн. Имя Сергей», 26 минут. Режиссёр Татьяна Малова.
- «Тень имени. Александр», 26 минут. Режиссёр Татьяна Малова.

### Программа «Избранное»
Режиссёр всех сюжетов — Татьяна Малова.
- «И лица давно позабытые. (Московские адреса русского романса)», 23 минуты.
- «Портрет. Гоголь», 19 минут.
- «От Высоцкого к Высоцкому», 25 минут.
- «Загадка Белой сирени» Сергей Рахманинов, 25 минут.
- «13-й присяжный. Фёдор Никифорович Плевако».
- «Обратной дороги нет. Генерал Слащёв», 15 минут.

### Испанская серия
- «Сага о Бетанкуре», 30 минут, режиссёр Татьяна Малова.
- «Неба довольно. Святая Тереза Авильская», 28 минут, режиссёр Татьяна Малова.
- «Тайны Мадридского двора. Загадка музыкального инструмента виуэла», 26 минут, режиссёр Татьяна Малова.
- «Испанское образование», 28 минут, сюжет из программы «Цивилизация». Режиссёр Татьяна Малова, ведущий Лев Николаев.
- «Жил на свете рыцарь бедный… Мигель де Сервантес», режиссёр Татьяна Малова.

### Фильмы
- «В дороге. Павел Мельников», 23 минуты, режиссёр Татьяна Малова.
- «Книга жизни. Иван Алексеевич Сикорский», 28 минут, режиссёр Татьяна Малова.
- «Путь Ивана Павлова», режиссёр Татьяна Малова, ведущий Сергей Капица. Фильм — номинант фестиваля «Образы науки», Париж.
- «Шкала Рихтера. Святослав Рихтер», 39 минут, режиссёр Татьяна Малова.
- «Федерико Гарсиа Лорка. Загадка любви и смерти», 1 серия и 2 серия. Фильм — лауреат премии ТЭФИ-2000. Режиссёр Татьяна Малова
- «Ян Амос Коменский» из цикла «Цивилизация», режиссёр Татьяна Малова.
- «Роман её души. Марина Цветаева», 39 минут, режиссёр Татьяна Малова. Фильм — номинант премии ТЭФИ-2001. Лауреат международного кинофорума «Вместе», Ялта.
- «Человек, который смеялся. Аркадий Аверченко», 39 минут, режиссёр Александр Капков.
- «Лицо дворянского происхождения. Алексей Ляпунов», 39 минут, режиссёр Александр Капков.
- «Рем Хохлов. Последняя высота», 39 минут, режиссёр Александр Капков. Фильм — лауреат кинофорума «Разум XXI век», Томск.
- «Гении и злодеи. Альфонс Муха», 26 минут, режиссёр Татьяна Малова. Фильм — лауреат Серебряной медали Министерства иностранных дел Чешской Республики.